# Theobromin

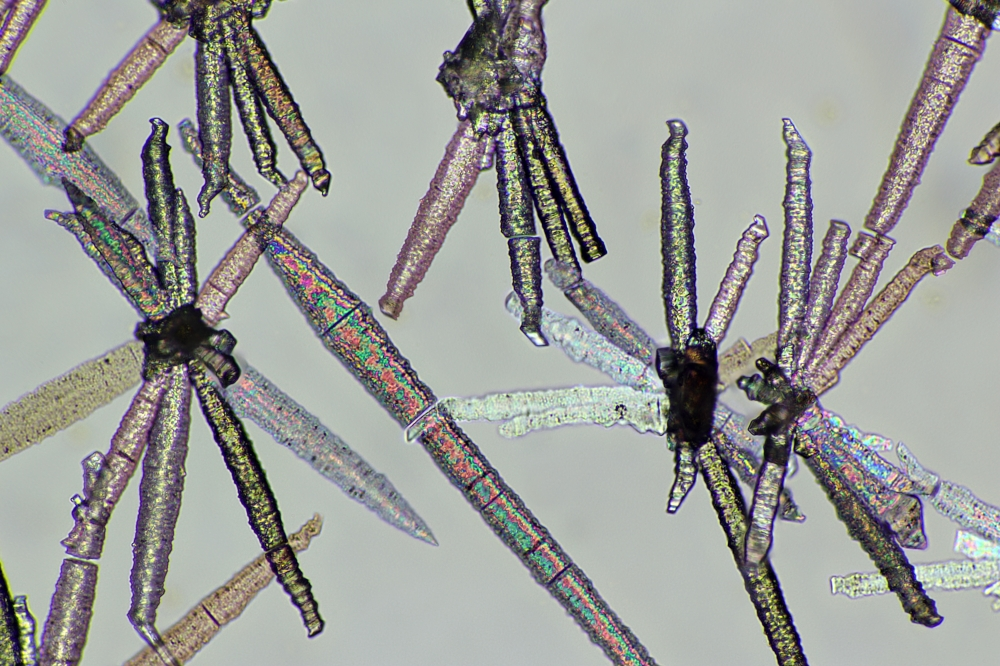
Theobromin-Kristalle – erhalten durch Resublimation – unter dem Mikroskop in polarisiertem Licht

Theobromin (von altgriechisch θεός theós ‚Gott‘ und βρῶμα brōma ‚Speise‘) ist ein Alkaloid (Purinalkaloid) aus der Gruppe der Methylxanthine und zählt zu den psychotropen Substanzen mit stimulierender Wirkung. Es ist strukturverwandt mit dem Coffein und hat wie dieses eine anregende Wirkung auf das Nervensystem. Theobromin kommt in einigen Pflanzen wie dem Kakaobaum, den Kolabäumen sowie in Teepflanzen vor.

## Natürliches Vorkommen
Theobromin findet sich in Kakaobohnen des Kakaobaums (Theobroma cacao) (1–2,5 %), in der Nuss der Kolabäume (Cola) (0,1 %), den Blättern der Teepflanze (Camellia sinensis) (0,05 %), dem Mate-Strauch (Ilex paraguariensis) (0,1–0,2 %) und den Blättern der Ilex guayusa.

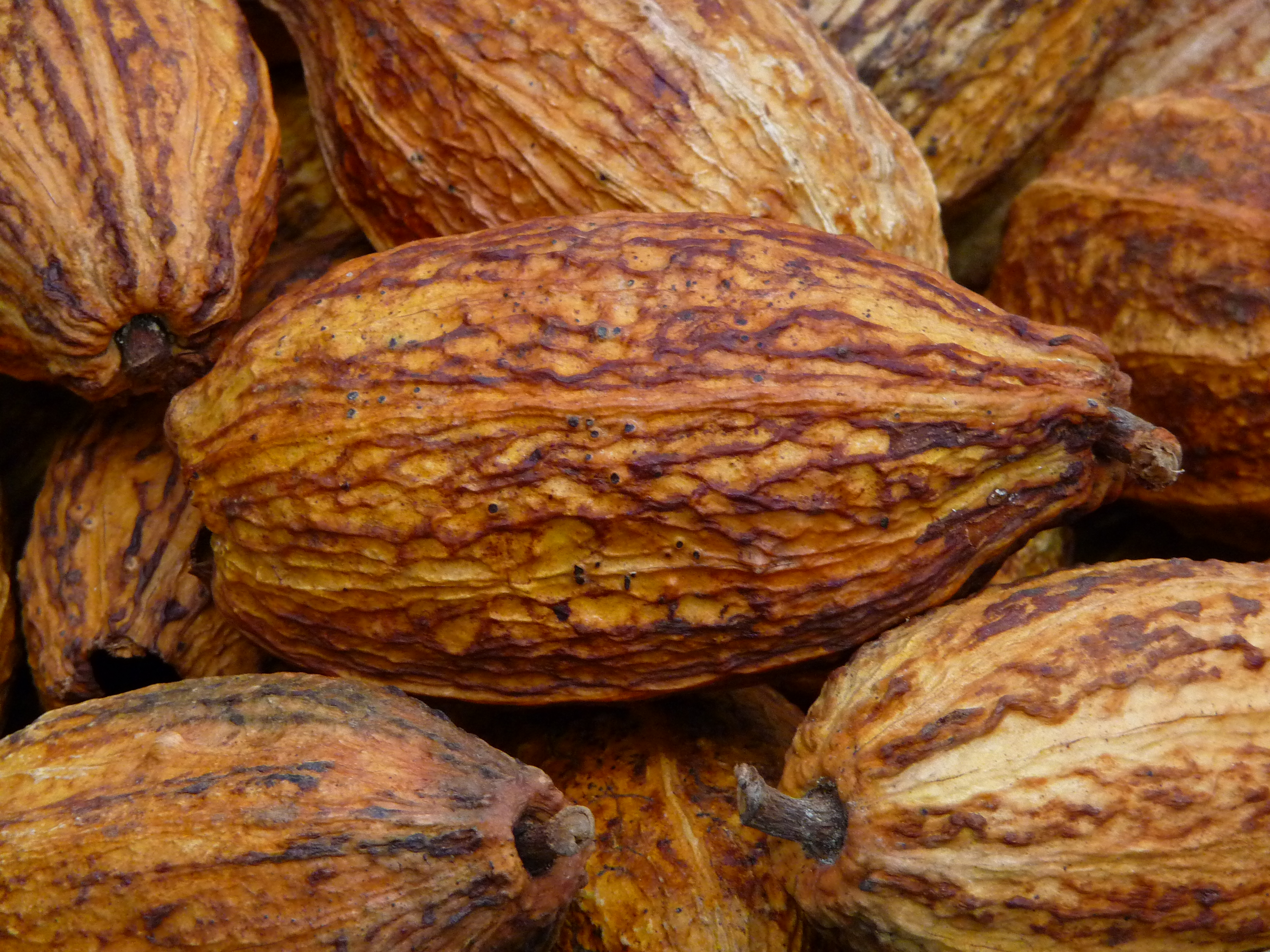
Kakaofrüchte
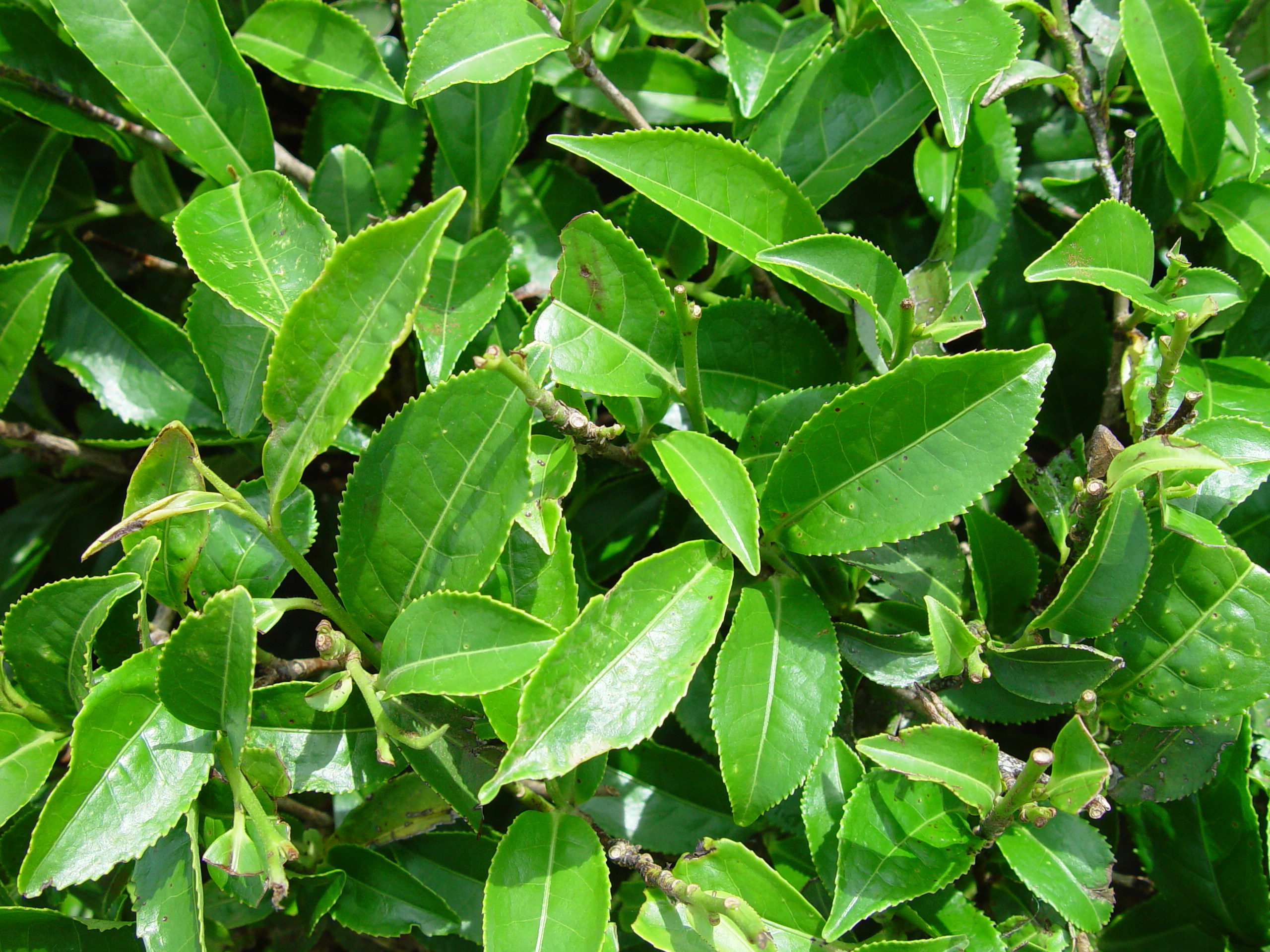
Tee (Camellia sinensis)

In den Früchten und Blättern ist es fast vollständig an Gerbstoffe oder Chlorogensäure gebunden. Erst eine Fermentation bzw. der Röstprozess setzt das Alkaloid frei. Theobromin ist in Schokolade enthalten: Dunkle Schokolade enthält 3–10 Gramm Theobromin pro Kilogramm (bei 70 % Kakaogehalt z. B. durchschnittlich 5 Gramm), Milchschokolade enthält 0,6–4 Gramm pro Kilogramm Schokolade.
Theobromin wurde 1841 von Alexander Abramowitsch Woskressenski aus Kakaobohnen isoliert.

## Eigenschaften
Die chemische Bezeichnung von Theobromin lautet 3,7-Dimethylxanthin, es ist ein Isomer sowohl von Theophyllin (1,3-Dimethylxanthin) wie auch von Paraxanthin (1,7-Dimethylxanthin), während Coffein (1,3,7-Trimethylxanthin) eine zusätzliche Methylgruppe an Position 1 trägt. Theobromin ist eine weiße, geruchlose und kristalline Substanz mit bitterem Geschmack. In kaltem Wasser ist die Löslichkeit gering (0,33 g·l−1 bei 25 °C), in heißem Wasser erhöht sich die Löslichkeit der Verbindung. Theobromin weist sowohl sehr schwach basische Eigenschaften mit einem pKs-Wert <1 (Imidazol) auf, als auch schwach saure Eigenschaften mit einem pKs-Wert von 9,9 (Imid).

## Pharmakologische Wirkungen

### Wirkung auf den Menschen
Theobromin besitzt eine diuretische, eine gefäßerweiternde sowie eine herzstimulierende Wirkung und relaxiert die glatte Muskulatur. Insgesamt ähnelt die Wirkung von Theobromin auf den menschlichen Organismus der des Coffeins, ist aber deutlich schwächer. Als anregende Substanz wird es oft mit Coffein verwechselt; es hat aber auch deutlich andere Effekte auf den Organismus, da es mild und dauerhaft anregend, aber auch stimmungsaufhellend wirkt. Das Alkaloid kommt in Pflanzen in ungefährlichen Mengen vor, so dass es nahezu nicht überdosiert werden kann. Hohe Dosen von Theobromin (> 100 g Kakaopulver) bewirkten bei Testpersonen akut Augenflimmern, Pulsbeschleunigung und Kopfschmerzen. Chronische hohe Aufnahme von etwa 1,5 g/Tag über einen Zeitraum von 10 Tagen verursachte Kopfschmerzen, Schweißausbrüche und Zittern. Rechnet man den LD50-Wert von Ratten von 1265 mg/kg auf einen 65 kg schweren Menschen hoch, erhält man eine tödliche Dosis von 82 g.
Nach einer amerikanischen Studie, die von 1996 bis 2000 an 2291 Frauen durchgeführt wurde, kann der Genuss von Schokolade das Risiko von Präeklampsie bei Schwangeren senken. Die Anzahl der Frauen mit entsprechenden Symptomen war dabei direkt negativ abhängig vom Spiegel des Theobromins im Serum, das aus der Schokolade stammte.

### Wirkung auf Tiere
Die akuten toxischen Effekte von Theobromin werden bei Menschen, Ratten und Mäusen durch ein spezielles enzymatisches Abbausystem (die zum Cytochrom-P450-Komplex zählenden Enzyme Cytochrom P450 1A2 und Cytochrom P450 2E1) reduziert, so dass in deren Organismus die Plasmahalbwertszeit relativ gering ist; beim Menschen liegt sie zwischen sechs und acht Stunden. Bei einigen anderen Tieren wie etwa Hunden, Katzen, Pferden oder Keas fehlen diese Enzyme. Die Tiere bauen Theobromin somit wesentlich langsamer ab (die Plasmahalbwertszeit beträgt für Hunde etwa 17 Stunden), weshalb Theobromin für diese Tiere eher tödlich sein kann. Für kleine Hunde wie einen Yorkshire-Terrier kann bereits – je nach Gewicht – eine halbe Tafel Zartbitterschokolade letal wirksam sein. Beim Hund wurde die tödliche Dosis LD50 bei etwa 300 mg/kg Körpergewicht, bei Katzen bei 200 mg/kg verortet. Bei einem nach Aufnahme von Schokolade verendeten Kea wurde eine Dosis von 250 mg/kg festgestellt.
Gelegentlich wird Theobromin auch beim Doping von Pferden eingesetzt.

### Möglicher Einsatz als Arzneistoff
Theobromin ist nicht mehr als Medikament zur Anwendung an Patienten zugelassen. Um 1953 fand es in den Kombinationspräparaten Eupond („zur unschädlichen Behandlung der Adipositas“, kombiniert mit Heilpflanzenzubereitungen, Atropin und Gallenextrakt) und Eucard (wegen seiner erweiternden Wirkung auf die Herzkranzgefäße, kombiniert mit Physostigmin, Acidum phenylaethylbarbituricum, Atropin und Chinidin) der Südmedica GmbH (München) Verwendung, zur Therapie arteriosklerotischer Beschwerden auch in Kombination mit Thiocyanogen (Rhodan) im Präparat Rhodapurin der Chemiewerk Homburg AG (Frankfurt am Main).
Eine Studie aus dem Jahre 2004 hat gezeigt, dass Theobromin eine stärkere antitussive Wirkung bei gesunden Probanden mit durch Capsaicin induziertem Husten hat als das sonst als Hustenbekämpfungsmittel etablierte Codein.

## Analytik
Der Nachweis kann über die Murexid-Reaktion (Xanthinnachweis) erfolgen. Ein quantitativer Nachweis in Lebensmitteln erfolgt meist mittels HPLC.
Zuverlässige und gerichtsfeste qualitative und quantitative Bestimmungen erfolgen nach adäquater Probenvorbereitung durch die Kopplung der HPLC mit der Massenspektrometrie.